# Lilli Friedemann
Lilli Friedemann (* 17. Juni 1906 in Kiel; † 20. Dezember 1991 in Mölln) war eine deutsche Geigerin, Bratscherin, Klangkünstlerin, Improvisatorin, Autorin und Musikpädagogin. Die Schülerin von Carl Flesch und Paul Hindemith entwickelte ab Mitte der 50er Jahre die „Musikalische Gruppenimprovisation“. 1964 gründete sie den „Ring für Gruppenimprovisation“ mit der darauf folgenden Schriftenreihe „Ringgespräch für Gruppenimprovisation“. Für dieses von ihr kreierte Fach wurde Friedemann 1968 Hochschuldozentin in Hamburg. Ihre praktischen Erfahrungen und Schriften werden heute insbesondere in der Musiktherapie angewendet. Ihre Schrift „Ordnung ohne Herrschaft“, an der sie bis zuletzt arbeitete, blieb unvollendet. Diese sowie der Nachlass der Klangkünstlerin Lilli Friedemann sind weitgehend unbearbeitet.

## Leben
(Zu Grunde liegen L. Friedemanns persönliche Erinnerungen)
Lilli Friedemann wurde 1906 in eine musische Familie geboren. Die Mutter malte, der Vater – Germanist und Studienrat am Gymnasium – dichtete und tat das, ohne veröffentlichen zu wollen. Sie erlebte beide Weltkriege. Den ersten Violin-Unterricht gab ihr eine mit der Mutter befreundete Violinistin. Es machte bereits der Elfjährigen Freude, anderen Kindern auf der Violine etwas beizubringen.
Nach dem Abitur begann sie zunächst ein Kunststudium an der Hochschule für bildende Künste Hamburg, wechselte aber bald nach Berlin, um dort Musik zu studieren. Ihre Lehrer an der Musikhochschule waren der bekannte Geiger Carl Flesch, zu dem sie wechselte, nachdem sie mit dessen Vorgänger, einem „Nazi“, nicht harmonierte (er nannte sie eine „Intellektbestie“), sowie der Komponist Paul Hindemith im Tonsatz. In „ökonomisch schwieriger Zeit der 20er Jahre“ unterbrach sie ihr Studium durch eine mehrjährige Anstellung als Violinlehrerin an einer Landschule, die ihr Hindemith vermittelte, „der mich gerne mochte“. Dabei wurde ihr ihre eigene pädagogische Ader bewusst, die sie von ihrem Vater kannte.
Für den Abschluss ihres Studiums musste Friedemann, so beschreibt sie, nochmals eine Aufnahmeprüfung bestehen.
Wichtig für sie wurde danach die Zeit als Violinlehrerin in Danzig an der dortigen Musikhochschule. Bereits ab 1940 und in den Folgejahren veröffentlichte sie musikpraktische und -theoretische Schriften, die von Zusammenarbeit mit Verlagen schon während des Krieges zeugen. Am Ende des Zweiten Weltkriegs gelang Friedemann mit einem der letzten Züge die Flucht aus Danzig, bevor „die Russen kamen“. Alleine und „mit einem Handwagen“, den sie hinter sich herzog, schaffte sie „irgendwie“ den Weg nach Hameln zu ihrer Familie.

### Nach dem Zweiten Weltkrieg
Erste Station Friedemanns nach dem Krieg war ein Lehrauftrag für Violine an der Musikhochschule Hannover. Sie konzertierte als Leiterin eines Ensembles mit neuer und alter Musik. Für die historische Tanzmusik kam ihr die Violine „zu feierlich“ vor, deshalb ließ sie sich eigens eine historische Rebec (Tanzmeistergeige) bauen. Bei den Tonaufnahmen einer Violinsonate und Suite von Johann Jakob Walther (1650–1717), die sie zusammen mit dem Gambisten Johannes Koch und dem Lautenisten Walter Gerwig bei der Deutschen Grammophon einspielte, benutzte sie eine barocke Kurzhalsvioline. Friedemann kann damit zu den damaligen Pionieren der Historischen Aufführungspraxis gezählt werden. Über ihr geigerisches Repertoire ist, wie Gesine Thomforde schreibt, aus ihren Erinnerungen von 1988 wenig zu erfahren. Nach diesen habe Lilli Friedemann eine Vorliebe für Johann Sebastian Bach und mit Bach besonderen Erfolg gehabt.

### Musik ohne Noten
Ihre Entwicklung zur „Musik ohne Noten“, Friedemanns musikalische Wandlung und Abkehr vom traditionellen Musikerberuf hin zur Gruppenimprovisation, ist in ihren Erinnerungen beschrieben. Am Anfang standen Experimenten wie Begleitmusik zum Theater, an denen auch Laien mitwirkten.
Ihren Lehrauftrag für Violine in Hannover beendete sie nach eigener Entscheidung. 1968 bekam Lilli Friedemann einen Lehrauftrag für das von ihr kreierte Fach Gruppenimprovisation an der Musikhochschule Hamburg. Sie unterrichtete diese Praxis in Kursen deutschlandweit. Es entstanden Schallplatten mit ihrer Crew zu diesem Thema. Zu den Mitspielern der Schallplatte kollektivimprovisation als studium und gestaltung neuer musik 1969 gehörte die Hamburger Komponistin und Hindemith-Schülerin Felicitas Kukuck (1914–2001).
1986 gründete Friedemann das Ensemble „Ex Tempore“, mit dem sie die Musikalische Gruppenimprovisation in den Konzertsaal brachte.

## Musikalische Gruppenimprovisation
„Es gehört zum Erforschen eines neuen Gebietes, dass man es liebt, bevor man weiß, wohin es führt.“

Eine Teilnehmerin der Gruppenimprovisation: 

„Nie zuvor war ich auf eigene gestalterische Fähigkeiten angesprochen worden, aber zu meinem Erstaunen waren sie da.“

Mit der Gründung des bis heute bestehenden Rings für Gruppenimprovistion in Hamburg 1964 und der bis heute florierenden Schriftenreihe Ringgespräch für Gruppenimprovisation – heute Zeitschrift für Theorie und Praxis improvisierter Musik – bekam diese Art zu musizieren ein internationales Fundament. Sie zog weitere Institutionen nach sich, wie das Exploratorium Berlin, ein Zentrum für improvisierte Musik und kreative Musikpädagogik.

„In der Gruppenimprovisation tun wir nicht, was wir sollen, sondern das, was wir im Augenblick für richtig halten. Und etwas für richtig zu halten und richtig zu reagieren, ist ja nicht leicht. Das ist ja keine absolute Freiheit, das ist Konzentration […]“

Beispielhaft sind die beiden Schallplatten bei rote reihe universal edition. Ihre Titel vermitteln musikalisch-handwerkliche „Absichten“. In den zugehörigen Texten sind – auf mehr als 100 Seiten – Ziele, Voraussetzungen und kompositorische Elemente bis hin zur schöpferischen Realisierung beschrieben.
- kollektivimprovisation als studium und gestaltung neuer musik (1969)
- einstiege in neue klangbereiche durch gruppenimprovisation (1973)

Der Einführungstext zur Einspielung von 1969 (UE 20007) weist auf die Orientierung an der „Klangwelt von Bartok bis Webern“ und schließt auch die „improvisatorische Realisation von grafisch notierten Kompositionen“ ein. Dabei kommt zunächst der Umgang mit ametrischen Rhythmen und Klangmaterialien ohne skalierte (genau intonierte) Töne zur Sprache: „Nuancen der Klangfarben“ statt genaue Tonhöhen. Es folgt eine Beschreibung bzw. Anleitung des benutzten Instrumentariums (traditionelle Instrumente, auch unkonventionell benutzt), Orff-Instrumente und Klangmaterial im weitesten Sinn.
Der Text zur Einspielung von 1973 (UE 20050) vertieft den Vorgängertext pädagogisch und klangkünstlerisch, insbesondere anhand der Realisierung von vier Klangspielen
- Metrum und Opposition
- Zwei Klangbilder als Rätsel
- Nebelhörner
- Mot-Spiel[20]

Lilli Friedemann arbeitete ihr Leben lang als Pädagogin. Ihr gesamtes Lehrmaterial hat sie sich selbst geschaffen. Sie lebte von dieser Arbeit.
Während ihrer praktischen musikalischen Arbeit mit Kindern und Erwachsenen hat sie Konzepte und Spielregeln geschaffen, die in Musikpädagogik und Musiktherapie umgesetzt werden. Ihr gesamt-künstlerischer Nachlass ist zum großen Teil unerforscht und nur Weniges daraus bibliographisch erfasst.

## Tonträger
- Lilli Friedemann: UE 20 P 007, Schallplatte und Text kollektivimprovisation als studium und gestaltung neuer musik. In: rote reihe, hrsg. von Franz Blasl und Otto Karl Mathé. Universal Edition 7, Wien 1969.
- Lilli Friedemann: Schallplatte und Text einstiege in neue klangbereiche durch gruppenimprovisation. In: rote reihe, hrsg. von Franz Blasl. Universal Edition 50, Wien 1973.
- Alte Musik: (Deutsche) Grammophon: 2 Schallplatten (o. J.), enthaltend: Johann Jakob Walther Violinsonate mit Suite A-Dur, gespielt von Lilli Friedemann, barocke Kurzhalsgeige, Johannes Koch, Gambe und Walter Gerwig, Laute. Datum unbekannt.
- Weitere Klangaufnahmen sind nicht erschlossen (Nachlass).

## Weitere musikpädagogische Schriften von Lilli Friedemann
- Geigenschule für den Anfang. In: Volksmusikalische Werkreihe für den Musikunterricht, H. 1, Ragozky Berlin, 1940
- Gruppenunterricht auf der Geige (6 Kleine Schriften zur Volksmusikerziehung, Nr. 3). In: Volksmusikalische Werkreihe für den Musikunterricht, 1941
- Geigenschule für den Anfang. Schott Music, Mainz 1950
- Studien Suite (Komposition). Edition Peters und Collection Litolff, Frankfurt/Main 1955
- Musizierfibeln I und II. Edition Peters, Frankfurt/Main 1956
- Mogeln [und] Korb Kontratanz. Helmut Segler (Hrsg.) Gustav Bosse Verlag Regensburg 1960
- Gemeinsame Improvisation auf Instrumenten. Bärenreiter-Verlag, Kassel 1964.
- Tanzduette als Geigenübung. Karl Heinrich Möseler Verlag Wolfenbüttel, 1968
- Improvisieren zu Weihnachtsliedern. Bärenreiter Verlag Kassel, 1968
- Kinder spielen mit Klängen und Tönen. Möseler Verlag Wolfenbüttel, 1971.
- Trommeln–Tanzen–Tönen: 33 Spiele für Große und Kleine. Universal Edition, Wien c. 1983